# Palpiger
Der Palpiger (lat. palpare = „streicheln, betasten“, palpus = „Taster, Striegel“ und -ger = „-tragend“) ist eine Struktur am Stipes des Labiums der Mundwerkzeuge der Insekten, auf dem der Lippentaster (Palpus labialis) aufsitzt. Er wird durch ein eigenes Sklerit gebildet und kann art- und gruppenabhängig sehr unterschiedlich ausgebildet sein und auch fehlen.

## Belege
1. 1 2 3  Palpiger. In: Herder-Lexikon der Biologie. Spektrum Akademischer Verlag, Heidelberg 2003, ISBN 3-8274-0354-5.
2. ↑  Gerhard Seifert: Entomologisches Praktikum. Georg Thieme Verlag, Stuttgart 1975, ISBN 3-13-455002-4, S. 266.